# Mississippi John Hurt
"Mississippi" John Smith Hurt (Teoc, Mississippi, 8 de março de 1892, – Grenada, Mississippi, 2 de novembro de 1966) foi um cantor e guitarrista de blues estado-unidense.

## Biografia
John Smith Hurt cresceu em Avalon, Mississippi, ele aprendeu a tocar violão aos nove anos de idade. Passou a maior parte de sua juventude tocando músicas antigas para seus amigos, em bailes e ganhando a vida como trabalhador braçal em fazendas da região na década de 1920. Em 1923 ele costumava se apresentar com o músico Willie Narmour (Carroll County Blues) como substituto de seu parceiro regular, Shell Smith. Quando Narmour teve a chance de gravar pela OKeh Records, ele recomendou John Hurt ao produtor da OKeh Records, Tommy Rockwell.  John Hurt participou de duas sessões de gravações, em Memphis e em Nova Iorque (Veja a discografia abaixo). O nome "Mississippi" foi acrescentado pela OKeh como um truque de vendas. Depois do fracasso comercial de seu disco e da gravadora OKeh atravessar dificuldades financeiras devido à Grande Depressão, Hurt retornou a Avalon, trabalhando como lavrador em terras arrendadas e tocando em bailes e festas locais. Em 1963, contudo, um musicólogo folclórico chamado Tom Hoskins, interessado em suas gravações, foi capaz de localizar John Hurt perto de Avalon, Mississippi. Na verdade, em uma antiga gravação, Hurt cantou "Avalon, minha cidade natal". Hoskins encorajou então Hurt a mudar-se para Washington, DC e reiniciar a sua carreira. Foi muito bem recebido pelo público no Newport Folk Festival, em 1963 e antes de sua morte em 1966 ele fez muitas apresentações em faculdades, salas de concertos, bares e no programa de variedades Tonight Show com Johnny Carson, bem como gravou três álbuns pela Vanguard Records. A influência de John Hurt afetou diversos gêneros musicais, inclusive o blues, country, bluegrass, popular e o contemporâneo rock and roll.

## Discografia
Avalon Blues: The Complete 1928 OKEH Recordings (Columbia Roots N' Blues reissue)
1. "Frankie" (3:21)- February 24, 1928, Memphis, TN - 400221-B, OK 8560
2. "Nobody's Dirty Business" (2:52)- February 24, 1928, Memphis - 400223-B, OK 8560
3. "Ain't No Tellin'" (2:54)- December 21, 1928, New York City, NY - 401471-A, OK 8560
4. "Louis Collins" (2:57)- December 21, 1928, NYC - 401472-A, OK 8724
5. "Avalon Blues" (3:01)- December 21, 1928, NYC - 401473-B, OK 8759
6. "Big Leg Blues" (2:50)- December 21, 1928, NYC - 401474-B, unissued
7. "Stack O' Lee" (2:55)- December 28, 1928, NYC - 401481-B, OK 8654
8. "Candy Man Blues" (2:44)- December 28, 1928, NYC - 401483-B, OK 8654
9. "Got The Blues (Can't Be Satisfied)" (2:49)- Dec 28, 1928, NYC- 401484-B, OK 8734
10. "Blessed Be The Name" (2:46)- December 28, 1928, NYC - 401485-B, OK 8666
11. "Praying On The Old Camp Ground" (2:35)- Dec 28 1928, NYC- 401486-B, OK 8666
12. "Blue Harvest Blues" (2:51)- December 28, 1928 NYC - 401487-A, OK 8692
13. "Spike Driver Blues"[3] (3:13)- December 28, 1928 NYC - 401488, OK 8692

Last Sessions - 1966 (Vanguard)
1. "Poor Boy, Long Ways From Home"
2. "Boys, You're Welcome"
3. "Joe Turner Blues"
4. "First Shot Missed Him"
5. "Farther Along"
6. "Funky Butt"
7. "Spider, Spider"
8. "Waiting For You"
9. "Shortnin' Bread"
10. "Trouble, I've Had It All My Days"
11. "Let The Mermaids Flirt With Me"
12. "Good Morning, Carrie"
13. "Nobody Cares For Me"
14. "All Night Long"
15. "Hey, Honey, Right Away"
16. "You've Got To Die"
17. "Goodnight Irene"

Mississippi John Hurt 1928 Sessions  (Yazoo 1065,  Yazoo Records)
Lado 1
- Got the blues can’t be satisfied
- Louis Collins
- Blue Harvest Blues
- Avalon Blues
- Blessed be the name
- Nobody’s dirty business
- Frankie

Lado 2
- Ain’t no tellin’
- Big leg blues
- Stack O’Lee blues
- Praying on the old camp ground
- Spike Driver Blues[3]
- Candy Man Blues

Worried Blues (Piedmont PLP 13161, Piedmont Records)
Lado 1
- Lazy Blues
- Farther along
- Sliding delta
- Nobody cares for me
- Cow hooking blues

Lado 2
- Talkin’ Casey Jones
- Weeping and wailing
- Worried blues
- Oh Mary don’t you weep
- I been cryin’ since you been gone

Mississippi John Hurt Today (VSD-79220, Vanguard Records)
Lado 1
- Payday
- I’m satisfied
- Candy man
- Make me a pallet on the floor
- Talkin’ Casey Jones
- Corrinna, Corrinna

Lado 2
- Coffee blues
- Louis Collins
- Hot time in the old town tonight
- If you don’t want me. Baby
- Spike driver blues[3]
- Beulah land

Mississippi John Hurt Last Sessions  (VSD-79327, Vanguard Records)
Lado 1
- Poor boy long ways from home
- Boys, you’re welcome
- Joe Turner blues
- First shot missed him
- Farther along
- Spider, spider
- Waiting for you
- Shortnin’ bread

Lado 2
- Trouble, I’ve had it all my days
- Let the mermaids flirt with me
- Good mornin’, Carrie
- Nobody cares for me
- All night long
- Hey, Honey, right away
- You’ve got to die
- Goodnight, Irene

The Best of Mississippi John Hurt   (VSD-19/20, Vanguard Records) 
Gravado ao vivo em Oberlin College, em 15 de abril de 1966
Lado 1
- Here I am, Oh Lord, send me
- I shall not be moved
- Nearer my God to thee
- Baby what’s wrong with you
- It ain’t nobody’s business

Lado 2
- Salty dog blues
- Coffee blues
- Avalon, my home town
- Make me a pallet on the floor
- Since I’ve laid this burden down

Lado 1
- Sliding delta
- Monday morning blues
- Richland women blues
- Candy man
- Stagolee

Lado 2
- My creole belle
- CC rider
- Spanish Fandango
- Talking casey
- Chicken
- You are my sunshine

The Candy Man  (QS 5042, Quicksilver Records)
Lado 1
- Richland women blues
- Trouble, I’ve had it all my days
- Chicken
- Coffee blues
- Monday morning blues

Lado 2
- Frankie and Albert
- Talking Casey
- Here I am, Oh Lord, send me
- Hard time in the old town tonight
- Spike driver blues[3]

Volume One of a Legacy (CLPS 1068, Piedmont Records)
Lado 1
- Trouble, I’ve had it all my days
- Pera Lee
- See See rider
- Louis Collins
- Coffee blues
- Nobody’s dirty business
- Do Lord remember me
- Monday morning blues

Lado 2
- Let the mermaids flirt with me
- Payday
- Stack-o-lee blues
- Casey Jones
- Frankie and Albert

Folk Songs and Blues (PLP 13757, Piedmont Records)
Lado 1
- Avalon blues
- Richland woman blues
- Spike driver blues[3]
- Salty dog
- Cow hooking blues
- Spanish Fandang

Lado 2
- Casey Jones
- Louis Collins
- Candy Man Blues
- My Creole belle
- Liza Jane – God’s unchanging hand
- Joe Turner blues